# Universidad de la Mujer de Texas
Universidad de la Mujer de Texas (Texas Woman's University) es una universidad de Texas. El edificio de Denton fue el primero. Tiene otros instalaciones en Dallas y Houston. La Commission on Colleges of the Southern Association of Colleges and Schools acredita TWU.
Desde 2012 la Universidad de la Mujer de Texas en Denton custodia los archivos del Museo de las Mujeres de Dallas cerrado a causa de problemas financieros en octubre de 2011.